# Wałaskounia (stacja kolejowa)
Wałaskounia (biał. Валаскоўня; ros. Волосковня) – stacja kolejowa w pobliżu miejscowości Wałaskounia, w rejonie kościukowickim, w obwodzie mohylewskim, na Białorusi. Położona jest na linii Orsza – Krzyczew – Uniecza.